# 野々市市立菅原小学校
野々市市立菅原小学校（ののいちしりつすがはらしょうがっこう）は、石川県野々市市菅原町にある公立小学校。

## 概要
1981年4月、野々市小学校の児童数増加にともない分離して開校した。

## 沿革
- 1981年4月1日 - 野々市町立菅原小学校開校。
- 1981年5月19日 - 校舎落成。
- 2011年11月11日 - 野々市市の市制施行に伴い、野々市市立菅原小学校に校名変更。
- 2024年1月1日 - 令和6年能登半島地震の揺れで廊下の壁の一部が破損するなどの被害を受ける[1]。

## 通学区域
本町2 - 3丁目、高橋町、扇が丘、住吉町、菅原町、矢作1 - 4丁目

## 学校周辺
- 野々市中学校